# Dardenac
Dardenac – miejscowość i gmina we Francji, w regionie Nowa Akwitania, w departamencie Żyronda.
Według danych na rok 1990 gminę zamieszkiwało 60 osób, a gęstość zaludnienia wynosiła 40 osób/km² (wśród 2290 gmin Akwitanii Dardenac plasuje się na 1114. miejscu pod względem liczby ludności, natomiast pod względem powierzchni na miejscu 1574.).